# Кинетични боеприпаси
Кинетичните боеприпаси са вид подкалибрени боеприпаси, чиято кинетична енергия се използва за пробиване на бронята. По това те се отличават от кумулативните боеприпаси, които използват химичната енергия от взривното вещество за тази цел. Кинетичните боеприпаси са съставени от проектил във формата на метална стрела, който е направен най-често от волфрам или обеднен уран, и сабо, което осигурява обтурацията по време на изстрел в цевта. Изстрелват се от гладкостволно оръдие (на български е гладкоцевно, ствол е русизъм), което дава на снаряда много висока начална скорост поради ниското триене в цевта по време на изстрел за разлика от нарезните оръдия. Малко след като кинетичният снаряд напусне оръдието, сабото се отделя от проектила, който продължава своя полет към целта. Голямата бронебойна способност на проектила се дължи на високата му плътност и маса, както и малката площ на върха. За по-ефективни се считат кинетичните снаряди, чийто проектил е направен от сплав на цинк/никел и обеднен уран. Последният е пирофорен материал – след нагряване и при контакт с въздуха частиците от проектила започват да горят с много висока температура, което нанася допълнително поражение при проникване в бойното отделение на вражеската машина. Обикновено пробиваемостта на този тип боеприпаси е от 250 до 650 мм ЕЛХБ за волфрамови и от 500 до 850 за уранови снаряди. Началната им скорост варира от 1400 м/сек до 1900 м/сек. Възможно е след като преодолее бронята на дадена машина, летящият проектил да продължи полета си още стотици метри, поразявайки други машини и/или войници. Известни са на английски: Kinetic energy penetrator, Long-rod penetrator или APFSDS (Armor-piercing fin-stabilized discarding sabot). Термина, използван в българската техническа литература "сърдечник: е преведен по сходство от руския термин „сердечник“, а също така съвпада с превода на английския термин "core".